# シフトキー

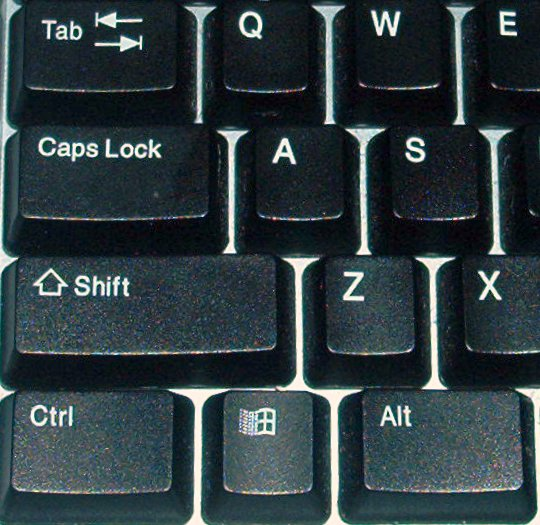
シフトキー（左端の下から2番目のキー）

シフトキー（英: Shift key）は、英文タイプライターやコンピュータ用のキーボードの修飾キーの一つ。他の文字キーと一緒に押し下げることで、入力される文字を切り替える（シフトする）ことができる。通常はアルファベットの大文字や、一部の記号文字（Shift+1=!,Shift+a=Aなど）の入力に使用する。

## 概要
シフトキーは修飾キーの一種で、通常はアルファベットの大文字や、キートップの刻印の「上側」の文字（主に特殊記号など）を入力するために使われる。シフトキーは多くのキーボードでは、下から2段目の左側と右側に2個ある。レミントン社が1878年に発売したタイプライターである「Remington No.2」のキーボードで初めて搭載された。それまでのタイプライターには大文字しかなかったが、シフトキーの発明によって、タイプライターで大文字と小文字が入力できるようになった。
「シフト」という表現はレミントン社式の英文タイプライターの構造が由来である。当時のレミントン社のタイプライターは刻印用の活字棒がプラテン（印字する紙を巻き付けたローラー）に対して水平に置かれて、キーを押すとその打鍵圧力によって活字棒が下から跳ね上がって打刻される「アップストライク方式」だったが、1878年に発売された「Remington No.2」では棒のそれぞれに大文字と小文字の2種類の活字が埋め込まれ、プラテンをシフトキーで「シフト（shift,ずらす）」、即ち前後に移動させて大文字と小文字を切り替えられる、という構造になっていた。この構造が発明されたことにより、一つのタイプライターで大文字と小文字が入力できるようになったため、レミントン社式の英文タイプライターは非常に普及した。
1895年にアンダーウッド社が、「アーム」と呼ばれる活字棒が手前側に置かれ、プラテンに対して前からの打鍵圧力によって打刻される「フロントストライク方式」を史上初めて採用した「Underwood No.1」を発売した。それまでのアップストライク方式のタイプライターでは印字した文字が見えなかったが、フロントストライク方式では印字した文字が見えるという便利さから非常に普及し、その後のタイプライターはフロントストライク方式が主流となった。フロントストライク方式を採用したタイプライターのプラテンは「ずらす」のではなく「リフト（lift,持ち上げる）」、即ち上下の移動によって大文字と小文字が切り替えられる構造となっていたが、1895年の時点で既に「シフト」の呼称が定着してしまっていたため、その後もキーの呼称は変わることなく「シフト」キーと呼ばれ続けた。
タイプライターのキーボードをそのまま引き継いだコンピュータのキーボードにおいても「シフト」の呼称がそのまま引き継がれ、現在に至る。
アルファベットの各文字キーについては、デフォルトの小文字から、シフト操作によって大文字になる。記号に関しては、英語キーボード (ASCII) では、括弧の "(" および ")" 、クエスチョンマークの "?"、エクスクラメーションの "!" 、そしてコロンの ":" などに、シフトキーが必要である。日本語キーボード (JIS) では、コロンの ":" はシフトキーは使わないが、アスタリスク "*" では必要である。
なお、和文タイプライターを含めた日本語入力でのシフトキーの使い方は多数の方式と歴史がある。詳細は以下を参照。

## 「シフトキー」の成り立ちと多様化
当初のタイプライターでは、構造上1つのキーには1つの文字しか割り当てることができず、そのため、初期のタイプライターは大文字しか打ち出せなかった。そんな中、1878年にレミントン社によって「シフト動作」が考案された。プラテン下に配置していた印字機構を前後方向に一組増設し、シフトキーをタイプするとプラテン側が前後にずれる。これにより、シフトキーによる文字の打ち分けが可能となった。このシフトキーは、文字キーの最下段の両端に1つずつ設けられ、小指で押すこととされた。なお、この「シフトキー」はレミントン社の特許であるため、特許が切れるまでは他社のタイプライターではシフトキーを採用できず、多種多様な文字を打ち出すために大量のキーを用意するか（和文タイプライターがそうである）、打ち出せる文字を制限するかしかなかった。
コンピューター用のキーボードも当初はタイプライターを流用したため、シフトキーの位置・機能・挙動はそのまま引き継がれた。コンピューター用のキーボードが作られ、シフト動作がハードウェア（キーボード）側ではなくソフトウェア (OS) 側で行われるようになると、タイプライターから踏襲されていた「シフトキーを押しながら文字キーを押す」以外の方式も可能となり、タイプライタ方式ではない挙動で機能する様々なシフト方式が考案された。シフト動作をするためのキーの制約もなくなり、専用のキーボードを用いたり、ソフトウェア的に変更したりして小指の外側下方位置以外のキーを用いたシフト方式も考案された。
日本では、コンピュータによる漢字かな混じり文入力の黎明期に生まれた親指シフト配列により親指によるシフトと同時打鍵方式が一般に紹介されたことが契機となって、様々なシフト位置・シフト方式が試されるようになった。
様々なシフトキーが試された今日の視点から見ると、文字キーとシフトキーの境目も必ずしもはっきりしたものではない。例えば、かな系配列における濁点キーは通常文字キーと考えられているが、論理的には「濁点シフトキー」と見なすことができる。逆に通常シフトキーと捉えられている親指シフト配列における反対側シフトキーを濁点キーと見なすことも可能である。本項ではシフトキーの範囲を一般より広く捉えて述べる。
以下では、シフトキーの機能を「シフトキーがある位置（担当する指）」と「シフトの挙動」に分けて記述する。これらは互いに独立しており、動作上矛盾しない限り組み合わせて使用することができる。
なお、タイプライターと同様の動作をするシフト方法を本項ではタイプライター方式と呼ぶことにする。

## シフトロックとCapsLock
機械式タイプライタには、（たとえば強調される文章を入力するなどの目的で）常に大文字で入力したい場合は、機構的にシフトキーを押下状態のままにする「シフトロック」があった。原理上、基本的に全ての打鍵に対してシフトが掛かるものであり、ロック状態中にシフトキーを押して一時的に解除することもできない。
これに対し、コンピュータの入力機器として、スイッチから先が全て電子的に制御されるようなキーボードの「CapsLock」では、任意の解釈がありうる。まず、CapsLockキー自身のロック状態について、機械的にオルタネート動作のスイッチ（On-Offの状態が操作毎に切り替わるスイッチ）の場合と、電子的あるいはソフトウェア的にロック状態が管理されるものとがある。後者の場合、LEDなどによるインジケータがキーボードあるいはキーに付いているものもある。
CapsLock状態は、ほとんどのシステムで、その名の通り「大文字ロック」となっている。つまり、記号類などについてはシフトと同等にはならない。多くのシステムで、CapsLock状態でのシフト押下は一時的なロック解除（小文字の入力）となっているが、そうではなく（前述のタイプライタの場合に準じるものと解釈し）CapsLock状態では常に大文字入力としているシステムもある。

## 一覧
主なキー配列のシフト位置・シフト方式を一覧表にすれば下記のとおりである。表中の用語については後に説明する。
|                    | 小指外側下方                                      | 親指                                                                                       | 文字キー同士                                                                    |
| ------------------ | ------------------------------------------------- | ------------------------------------------------------------------------------------------ | ------------------------------------------------------------------------------- |
| タイプライター方式 | タイプライター JIS配列 新JIS配列                  | M式 TRON配列（英数かな共に） 新JIS配列（規格書上）                                         |                                                                                 |
| 同時打鍵方式       |                                                   | 親指シフト配列 姫踊子草かな配列                                                            | 姫踊子草かな配列 電子機械速記                                                   |
| 同時連続シフト方式 | 新JIS配列 （実験のみ、簡易方式） （かな漢字変換） | TRON配列（英数かな共に） 飛鳥配列                                                          |                                                                                 |
| 逐次方式           | 新JIS配列 （かな漢字変換）                        | TRON配列（英数かな共に） 新JIS配列（規格書上） （かな漢字変換） 親指シフト配列（規格書上） | JIS配列 新JIS配列 （ローマ字かな変換） 風 漢字直接入力 花配列 中指ニコラ 月配列 |

## 表記方法
シフトキーを押したまま他のキーを押す動作を表記する場合、一般的な表記方法が存在する。以下の全ての例はシフトキーを押したまま cキーを押し下げる動作を示す。
| ⇧C      | Macなどで多用              |
| Shift-C | マイクロソフトの旧表記法   |
| Shift+C | 現在のマイクロソフトの表記 |

## シフトキーの位置
シフトキーの位置はタイプライター以来伝統的に小指の外側下方の位置が採用されてきたが、現在はそれ以外の位置も用いられるようになった。各別に述べる。

### 小指の外側下方
タイプライター以来一般的な位置であり、⇧ Shift の刻印がなされているキーである。一般に広く知られており、使用者を戸惑わせることがないという利点がある。
代表例はタイプライター、JIS配列、新JIS配列など。
この ⇧ Shiftキーは英大文字もしくは記号などを入力するために使用される。⇪ CapsLockがトグル的に働くシステムで、ロック状態である場合、シフトにより小文字の入力となる。
Ctrlキーや ⎇ Altキーの機能を変えるため、あるいはその他の動作を補助するためにも用いられる。Windowsにおける一般的な用法は次の通り。
- ⎇ Altキーを押したまま ⭾ Tabキーを押すと起動中のアプリケーションを順次切り替えることができるが、これを⎇ Alt キーと ⇧ Shift キーを押したまま ⭾ Tab キーを押すと起動中のアプリケーションを「逆順に」切り替えることができる。
- ワードプロセッサなど文字入力を行うアプリケーションであれば、⇧ Shift キーを押しながらカーソルキーを押す（もしくはマウスクリックで位置を指定する）ことで、任意の文字列を選択することができる（これはコピー・アンド・ペーストのコピー操作などに用いられる）。また、選択した文字列をドラッグすれば任意の場所に文字を移動させる（あるいは異なるアプリケーションに選択した文字列をコピーする）こともできる。
- タブ機能付きWebブラウザにおいては Ctrlキーを押したまま ⭾ Tabキーを押すと表示中のタブを順次切り替えることができるが、これを Ctrlキーと ⇧ Shiftキーを押しながら ⭾ Tabキーを押すと表示中のタブを「逆順に」切り替えることができる。
- Webブラウザにおいては ⇧ Shiftキーを押したままリンクをクリックすると、新たにウィンドウが開いてリンク先のページが読み込まれる。
- ⇧ Shiftキーを押したままCDやDVDをコンピュータの光学ドライブに挿入すると、CDやDVDにあらかじめ仕込まれた自動起動ソフトウェアの起動を抑制することができる。

### 文字キー同士
一部もしくは全ての文字キーを転用もしくは兼用して用いる。
特定のキーをシフトとして用いるのではなく、複数の文字キーを打鍵することでシフト操作に代える方式である。
かな入力における濁音半濁音入力やローマ字入力全般を文字キー同士によるシフトと見なすことができる。すなわち、た の後に ゛ を打って「だ」を得るのを「た」キーの後に「濁点シフトキー」を打ったと見なしたり、T の後に A を打って「た」を得るのを「タ行シフトキー」の後に「あ」キーを打ったと見なしたりもできる。
同時打鍵方式と組み合わせては、主に電子機械速記の分野で用いられている。
代表例は姫踊子草かな配列など。

#### 人指し指
人差し指位置で押すことができる文字キーを転用もしくは兼用して用いる。
人差し指シフトは、理論上は有り得るが実例はないようである。
NICOLA-DDSKKでは、FとJの同時打鍵で漢字の読み入力開始を宣言する。

#### 中指
中指位置で押すことができる文字キーを転用もしくは兼用して用いる。
中指シフトは、小指より頻繁なシフト操作に耐えると考えられる。
代表例は花配列、中指ニコラ、月配列、姫踊子草かな配列など。
（月配列、飛鳥配列などでは、中指の使用頻度を最も高く設定する傾向がある）

#### 薬指
薬指位置で押すことができる文字キーを転用もしくは兼用して用いる。
理論上は有り得るが、薬指はもっとも独立性の弱い指であるため、わざわざ単独で採用するメリットがない。しかし、中指シフトの補完的役割として「中指シフトとセットで」用いられる例がある（単独で薬指シフトのみが採用されることは稀である）。月配列の派生版などで採用されている。

#### 小指
小指位置で押すことができる文字キーを転用もしくは兼用して用いる。
理論上は有り得るが、小指はもっとも華奢な指であり、かつ文字キーや機能キーなど担当するべきキーが多岐にわたるためか、単独での実例はないようである。しかし、中指＋薬指シフトの補完的役割として「中指+薬指シフトとセットで」用いられる例がある（単独で小指シフトのみが採用されることは稀である）。月配列の派生版などで採用されている。

### 親指
親指によるシフト専用のキーを用いるか、もしくは「無変換」「スペースキー」「変換」などを転用もしくは兼用して用いる。一部のキーボード製品では ⌫ Backspace・Space などが親指で操作可能なため、これらを転用もしくは兼用して用いることも可能である。
親指によるシフトを略して「親指シフト」と呼ぶこともあるが、親指シフト配列という名前のキー配列を略しても親指シフトと呼ぶため混乱の原因となる。本項では混乱を避けるため略さず「親指によるシフト」「親指シフト配列」と呼ぶものとする。
代表例は親指シフト配列、M式、TRON配列、飛鳥配列、姫踊子草かな配列など。また、規格書では新JIS配列も「センターシフト」の名で親指によるシフトを認めていた。
親指によるシフトの特徴には次のようなものが挙げられる。
- 強靭な指のため頻繁なシフト操作にも他のシフト位置より疲労しにくい。
- どちらの手のどの指との組み合わせでも問題なく打てるため左右のシフトキーに異なった意味を持たせたることができる。
- 独立性の高い指のためどのシフト方式と組み合わせても使用できる。

#### SandS
親指によるシフトとして、スペースキーが押されてから一定時間内に、シフトによる修飾があり得るキーが押された場合は、スペースキーの押下をシフト操作とみなす、というものがある。『Space and Shift 』等と呼ばれている。従来のキーボードのまま親指シフト入力を実現するためのソフトなどに、この機能を持ったものがある。さらに、106配列で本来のスペースキーの場所にある、変換や無変換のキーを割り当てる、といった変種もある。

#### SandS対応ソフトウェア

##### macOS
- Karabiner Elements
- SandS

##### Windows
- DvorakJ

### 足
鍵盤楽器では一般的に見られることから文字入力用のキーボードに採用しても操作性は悪くないものと思われるが、専用スイッチが必要になる。

## シフトの方式
シフト方式もタイプライター以来の伝統ではタイプライター方式だったが、現在では他のシフト方式もある。

### タイプライター方式
タイプライター以来の伝統的な方式である。
- 先にシフトキーを押し、シフトキーを離さずにシフトされるキーを打つ。
- シフトキーを押し続けるかぎり有効。
- シフトキーを放すと無効になる。

代表例はタイプライター、JIS配列、新JIS配列、M式など。
おなじくタイプライター方式に分類されるものとしては、スペースキーをシフトキー兼用とする SandS という方法も提案されている。

#### 順次打鍵方式
タイプライター方式ではシフトキーを押し続けて文字キーを押す必要があるが、手指の障害などのためシフトキーを押し続けることができない者にとっては困難な操作となりうるため、これを解消するために使われる方式である。
- シフトキーを押してから文字キーを打つ
- シフトキーを放してから文字キーを打っても有効
- シフトキー押し下げ1回につき1つの文字キーに対してのみ有効

Windowsでは「固定キー」機能としてこの方式に切り替えることができる。
Windows XPでは、「⇧ Shiftキーを5回連打する」ことで固定キー機能を有効にすることができる。
「障害者等情報処理機器アクセシビリティ指針」において順次入力機能として規定されており、OSによりユーザ補助 (Windows) ・EasyAccess (macOS) ・一時シフト仕様（超漢字V）などの機能名で提供されている。

#### トグル方式
順次打鍵方式と目的は同じだが、明示的に解除しないかぎりシフトが解除されない点が異なる。
- シフトキーを押してから文字キーを打つ
- シフトキーを再び押すなどして明示的に解除するまでシフトが有効

Windowsでは「固定キー」機能を有効にした後2回連続してシフトキーを押すとこの状態になる。
一般に「モードキー」と解釈されるものが多い。Windowsにおいては次の操作が該当する。
- ⇧ Shiftキーを押したまま⇪ CapsLockキーを押すと、⇧ Shiftキーの状態が反転する
- ⎇ Altキーを押したままカタカナ/ひらがなキーを押すと、ローマ字入力・かな入力の両者を行き来する
- 半角/全角キーを押すと、IMEの状態が切り替わる

### 逐次打鍵方式
順次打鍵方式と結果は似ているが、シフト用のキーを押す順序の違いが出力結果に影響しうることが異なる。またこの方式には「シフト」の概念を必要としていない入力方式も多い。
通常シフトとは見なされていないが、かな入力、新JIS配列においては、先に入力した文字を後から濁点キー・半濁点キーによりシフト修飾するもの（か+゛→「が」など）がある。
これも通常シフトとは見なされていないが、ローマ字かな変換においては、先に入力した子音と後から入力した母音の組み合わせでかなを表記する。
これらもまた通常シフトとは見なされていないが、漢字直接入力、および携帯電話のトグル打ち、2タッチ入力なども同様にBackSpaceキー（またはクリアキー）を押してシフト状態を解除する仕様である。
- シフトキーを押してから文字キーを打つ
- シフトキーを再び押すなどして明示的に解除するまでシフトが有効
  - シフトキーを解除するための専用キーが存在する場合がある

代表例は新JIS配列、花配列、中指ニコラ、月配列、多くの漢字直接入力など。

### 同時打鍵方式
シフトキーと文字キーを同時に打つ方式である。
- シフトキーと同時にシフトされるキーを打つ。
- シフトキー押し下げ1回につき1つの文字キーに対してのみ有効。つまり、シフトキーを押したまま複数の文字キーを打っても最初の一文字にしかシフトがかからない。
- 文字キーを打たぬままシフトキーを放すとシフトは無効。

代表的例は親指シフト配列、姫踊子草かな配列、電子機械速記など。
同時打鍵方式と伝統的なタイプライター方式を比べると、次のような違いがある。
- タイプライター方式ではシフトキーを先に押してから文字キーを打たねばならないが、同時打鍵方式では同時に押す。完全に同時に操作することは不可能なので、実際には文字キーのほうが一瞬早くてもシフトキーのほうが一瞬早くても同時と見なされる。
- 同時打鍵方式に慣れてキー操作が素早くなってくると、タイミングのずれによって意図したキーと違うキーに対してシフトキーが働いてしまうことがある。そのため、タイミングに留意して打つよう訓練する必要がある。
- 同時打鍵方式では「シフトキーを押すのと文字キーを押すのとの2回の操作」ではなく「シフトキーと文字キーを同時に押す1回の操作」という感覚が得られるとされる。
- シフト側の文字の次にシフト側でない文字が来た場合、タイプライター方式ではシフトキーを確実に放してから次の文字キーを打たなくてはならないが、同時打鍵方式ではシフトキーを放し切るのを待たずに次の文字キーを打っても問題ない。
- シフト側の文字を連続して入力する場合、タイプライター方式ではシフトキーを押しっぱなしにして文字キーを打鍵すればよいが、同時打鍵方式では一旦シフトキーを放して再度押す必要がある。

なお、代表例がともに親指シフト配列であることから、親指によるシフトと不可分のもののように思われることがあるが、必ずしもそうではない。

### 同時連続シフト方式
タイプライター方式と同時打鍵方式を足し合わせた方式。シフトキーと文字キーを同期して打鍵すれば同時シフトとして働き、そのままシフトキーを押し続ければ連続的にシフトが掛かる。タイプライター方式はシフト後押しを一切許容しないが、同時連続シフト方式はそれを許容する。
- シフトキーと（ほぼ）同時にシフトされるキーを打つ
- シフトキーを押し下げている間は全ての文字キーに対してシフトが有効
- 文字キーを打たぬままシフトキーを放すと無効、または変換キーなどと兼用している場合はそのキーとして働く

同時シフトとは異なり常に1キーのみをシフト修飾するわけではないため、シフトキーを「離す」タイミングと文字キーを「離す」タイミングの関係がズレて「シフト残り（シフトキーを離したつもりであっても、シフト側の文字が出る）」という現象が発生する場合がある。この問題は人間側で打鍵方法をタイプライタ方式、すなわち前の文字キーを放してから次の文字キーを打つようにするか、シフトが残らないようにソフトウェア側で制御することにより解消可能である。代表例はTRON配列、飛鳥配列など。

### その他の方式
漢字直接入力の一つである風では、「シフト動作によって1つのキーに複数の文字を割り当てる」という概念を拡張し、漢字の読みによるシフト動作で、40の文字キーに全ての漢字を割り当てており、これを超多段シフト方式と呼んでいる。実際の挙動は「漢字のよみ」と「スペースキーによる面送り」を前置し文字キーで漢字を確定する方式であるため、前置方式に分類することができる。